# Rativates
Rativates evadens
Genre
Espèce
Rativates est un genre éteint de dinosaures théropodes de la famille des Ornithomimidae.
Les restes fossiles de son unique espèce, Rativates evadens, ont été retrouvés dans la Formation de Dinosaur Park, datée du Crétacé supérieur (Campanien), dans la province canadienne de l'Alberta et décrits en 2016.

## Description
Le spécimen connu de Rativates était un individu subadulte ou adulte d'au moins huit ans, comme le démontrent les lignes d'arrêt de croissance dans une fine section du fémur droit. Il était petit pour un ornithomimide, étant environ 50% de la taille des plus grands individus de Struthiomimus.
Les auteurs ont identifié quatre autapomorphies, des traits dérivés uniques, qui distinguent Rativates de tous les autres ornithomimidés : la partie du maxillaire en contact avec le jugal est relativement courte et située postéroventralement ; les vertèbres caudale en avant du point de transition (où les vertèbres caudales deviennent brusquement plus minces et plus allongées) ont des épines neurales inhabituellement courtes horizontalement et en forme de monticule ; les hampes gauche et droite des ischions sont entièrement fusionnées sur leurs surfaces dorsales, sans fente verticale entre elles ; et le bord fléchisseur du troisième métatarsien est droit, et non concave comme chez les autres ornithomimidés.
En outre, les auteurs ont également noté d'autres traits qui le distinguaient des ornithomimidés contemporains avec lesquels il partageait son habitat. Contrairement à Struthiomimus, la partie antérieure de l'ilium atteint aussi loin vers l'avant que l'extrémité de la tige pubienne, et le bord médial (interne) du troisième métatarsien est également plus droit. Par rapport à Ornithomimus, la fenêtre antéorbitaire est proportionnellement plus courte. Enfin, Rativates est plus petit que le grand ornithomimide de Dinosaur Park (toujours sans nom en 2016), et diffère également par l'anatomie de ses unguals (griffes des pieds). 

## Classification phylogénétique
Une analyse phylogénétique réalisée en 2016 montre que les ornithomimidés évolués campaniens du continent de Laramidia sont liés dans une radiation polytomique unique décrite dans le cladogramme suivant :
|  | Sinornithomimus dongi |
|  | |
|  | Gallimimus bullatus |
|  | |
|  | \| \| Rativates evadens \| \| \| \| \| \| Struthiomimus altus \| \| \| \| \| \| Qiupalong henanensis \| \| \| \| \| \| Ansermimimus planinychus \| \| \| \| \| \| Ornithomimus edmontonicus \| \| \| \| |
|  | |
|  | Rativates evadens |
|  | |
|  | Struthiomimus altus |
|  | |
|  | Qiupalong henanensis |
|  | |
|  | Ansermimimus planinychus |
|  | |
|  | Ornithomimus edmontonicus |
|  | |

|  | Rativates evadens         |
|  |                           |
|  | Struthiomimus altus       |
|  |                           |
|  | Qiupalong henanensis      |
|  |                           |
|  | Ansermimimus planinychus  |
|  |                           |
|  | Ornithomimus edmontonicus |
|  |                           |

|  | Sinornithomimus dongi |
|  | |
|  | Gallimimus bullatus |
|  | |
|  | \| \| Rativates evadens \| \| \| \| \| \| Struthiomimus altus \| \| \| \| \| \| Qiupalong henanensis \| \| \| \| \| \| Ansermimimus planinychus \| \| \| \| \| \| Ornithomimus edmontonicus \| \| \| \| |
|  | |
|  | Rativates evadens |
|  | |
|  | Struthiomimus altus |
|  | |
|  | Qiupalong henanensis |
|  | |
|  | Ansermimimus planinychus |
|  | |
|  | Ornithomimus edmontonicus |
|  | |

|  | Rativates evadens         |
|  |                           |
|  | Struthiomimus altus       |
|  |                           |
|  | Qiupalong henanensis      |
|  |                           |
|  | Ansermimimus planinychus  |
|  |                           |
|  | Ornithomimus edmontonicus |
|  |                           |

|  | Sinornithomimus dongi |
|  | |
|  | Gallimimus bullatus |
|  | |
|  | \| \| Rativates evadens \| \| \| \| \| \| Struthiomimus altus \| \| \| \| \| \| Qiupalong henanensis \| \| \| \| \| \| Ansermimimus planinychus \| \| \| \| \| \| Ornithomimus edmontonicus \| \| \| \| |
|  | |
|  | Rativates evadens |
|  | |
|  | Struthiomimus altus |
|  | |
|  | Qiupalong henanensis |
|  | |
|  | Ansermimimus planinychus |
|  | |
|  | Ornithomimus edmontonicus |
|  | |

|  | Rativates evadens         |
|  |                           |
|  | Struthiomimus altus       |
|  |                           |
|  | Qiupalong henanensis      |
|  |                           |
|  | Ansermimimus planinychus  |
|  |                           |
|  | Ornithomimus edmontonicus |
|  |                           |

|  | Sinornithomimus dongi |
|  | |
|  | Gallimimus bullatus |
|  | |
|  | \| \| Rativates evadens \| \| \| \| \| \| Struthiomimus altus \| \| \| \| \| \| Qiupalong henanensis \| \| \| \| \| \| Ansermimimus planinychus \| \| \| \| \| \| Ornithomimus edmontonicus \| \| \| \| |
|  | |
|  | Rativates evadens |
|  | |
|  | Struthiomimus altus |
|  | |
|  | Qiupalong henanensis |
|  | |
|  | Ansermimimus planinychus |
|  | |
|  | Ornithomimus edmontonicus |
|  | |

|  | Rativates evadens         |
|  |                           |
|  | Struthiomimus altus       |
|  |                           |
|  | Qiupalong henanensis      |
|  |                           |
|  | Ansermimimus planinychus  |
|  |                           |
|  | Ornithomimus edmontonicus |
|  |                           |

## Publication originale
- (en) Bradley McFeeters, Michael J. Ryan, Claudia Schröder-Adams et Thomas M. Cullen, « A new ornithomimid theropod from the Dinosaur Park Formation of Alberta, Canada », Journal of Vertebrate Paleontology, SVP et Taylor & Francis, vol. 36, no 6,‎ 20 septembre 2016, e1221415 (ISSN 0272-4634 et 1937-2809, OCLC 238100068, DOI 10.1080/02724634.2016.1221415).